# Pickens 200 1966
Pickens 200 1966 var ett stockcarlopp ingående i Nascar Grand National Series (nuvarande Nascar Cup Series) som kördes 25 juni 1966 på den 0,5 mile (804,672 meter) långa ovalbanan Greenville-Pickens Speedway i Easley, strax väster om Greenville i South Carolina. Totalt avverkades 100 miles (160,934 km) fördelat på 200 varv. Banunderlaget var dirt. Loppet vanns av David Pearson i en Dodge på tiden 1:30.31 körande för Owens Racing. Pearsons snitthastighet var 66,286 mph. Pearson som startade från Pole position ledde samtliga 200 varv från start till mål med ett varvs marginal före tvåan Tom Pistone. Prispotten uppgick till 4 340 dollar, varav 1 000 dollar gick till segraren.

## Resultat
| Plc     | Nr | Förare         | Team/ bilägare    | Konstruktör | Start | Varv | Ledda varv |
| ------- | -- | -------------- | ----------------- | ----------- | ----- | ---- | ---------- |
| 1       | 6  | David Pearson  | Owens Racing      | Dodge       | 1     | 200  | 200        |
| 2       | 59 | Tom Pistone    | Pistone Racing    | Ford        | 6     | 196  | 0          |
| 3       | 74 | Elmo Langley   | Gene Black        | Ford        | 7     | 192  | 0          |
| 4       | 61 | Stick Elliott  | Toy Bolton        | Chevrolet   | 17    | 189  | 0          |
| 5       | 97 | Henley Gray    | Gray Racing       | Ford        | 8     | 188  | 0          |
| 6       | 70 | J.D. McDuffie  | McDuffie Racing   | Ford        | 18    | 186  | 0          |
| 7       | 06 | Johnny Wynn    | John McCarthy     | Mercury     | 13    | 185  | 0          |
| 8       | 4  | John Sears     | DeWitt Racing     | Ford        | 2     | 170  | 0          |
| 9       | 95 | Jeff Hawkins   | Gene Cline        | Ford        | 9     | 168  | 0          |
| 10      | 55 | Tiny Lund      | Lyle Stelter      | Ford        | 3     | 147  | 0          |
| 11      | 86 | Neil Castles   | Buck Baker Racing | Dodge       | 10    | 121  | 0          |
| 12      | 9  | Roy Tyner      | Truett Rodgers    | Chevrolet   | 14    | 115  | 0          |
| 13      | 20 | Clyde Lynn     | Negre Racing      | Ford        | 12    | 68   | 0          |
| 14      | 73 | Buddy Baker    | Joan Petre        | Ford        | 5     | 47   | 0          |
| 15      | 0  | Bryant Wallace | Reid Shaw         | Ford        | 4     | 39   | 0          |
| 16      | 75 | Bud Moore      | Gene Black        | Ford        | 15    | 35   | 0          |
| 17      | 53 | Jimmy Helms    | David Warren      | Ford        | 11    | 9    | 0          |
| 18      | 96 | Sonny Lamphear | Homer O'Dell      | Ford        | 16    | 5    | 0          |
| Källor: |    |                |                   |             |       |      |            |